# Faina (schip, 1978)
De Faina (Oekraïens:Фаіна) is een roroschip onder de vlag van Belize dat vaart voor een Oekraïense maatschappij.
De Faina is eigendom van Waterlux AG in Panama-Stad en wordt beheerd door Tomex Team in Odessa, Oekraïne of Kaalbye Shipping Ukraine.
Op 25 september 2008 werd het schip gekaapt door Somalische piraten tijdens de achtentwintigste aanval in 2008. De bemanning van de Faina bestond ten tijde van de aanval uit 17 Oekraïners, drie Russen en een Let. Op 28 september meldde Viktor Nikolsky, de eerste stuurman aan boord, dat Vladimir Kolobkov, de Russische kapitein was overleden aan een door hoge bloeddruk veroorzaakte beroerte.
Naar aanleiding van de toename van de Somalische piraterij — waarbij naast de Faina nog zo'n elf schepen worden vastgehouden — neemt de Veiligheidsraad resolutie 1838 aan, die oproept tot actieve jacht op Somalische piraten.

## Kaping

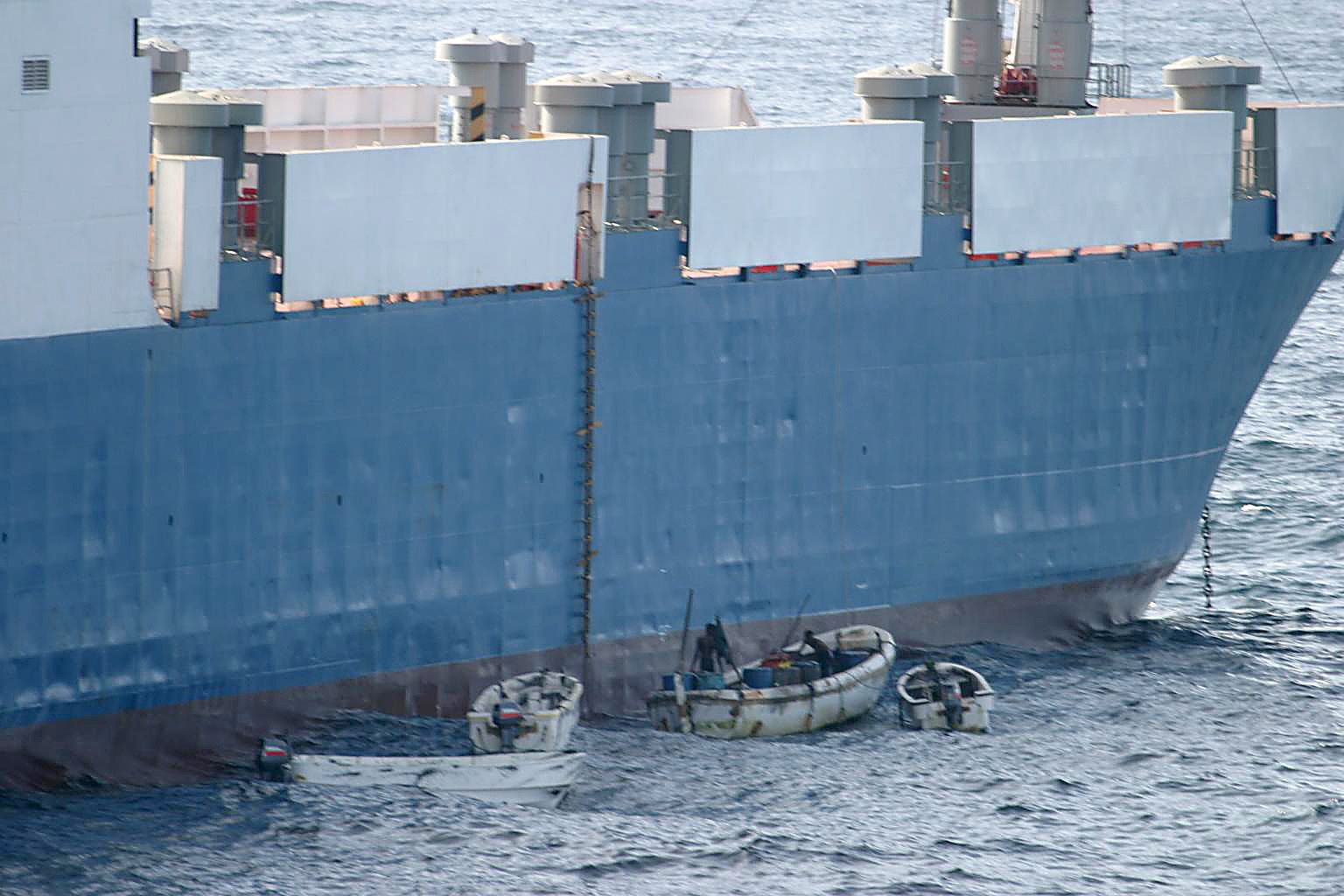
Een foto genomen vanaf de USS Howard waarop te zien is hoe Somalische piraten de Faina enteren.

Op 25 september 2008 werd de Faina gekaapt door ongeveer 50 piraten die zichzelf de lokale kustwacht noemden. Het schip zou onderweg zijn geweest naar Mombassa, Kenia, vanuit Oekraïne met 33 T-72 tanks van Sovjetmakelij, wapens (waaronder raketwerpers en luchtafweergeschut) en munitie aan boord. Volgens de piraten waren zij niet op de hoogte van de aard van de lading voor de kaping. Volgens de piraten bleek uit de ladingpapieren dat de lading was bestemd voor Djoeba, Zuid-Soedan. Dit werd bevestigd door de Amerikaanse marine en Westerse inlichtingendiensten, hoewel de Keniaanse overheid dit ontkent.
De piraten beweren te vechten tot de dood indien ze aangevallen worden. Aanvankelijk eisten de piraten US$ 35 miljoen, maar later werd dit verminderd via US$ 20 miljoen tot US$ 8 miljoen. Gedacht wordt dat de piraten naar Eyl in Somalië proberen te komen om daar de lading te kunnen lossen. Sugule Ali, woordvoerder van de piraten aan boord van de Faina, zei dat er geen voedseltekort was en alle bemanningsleden gezond en in orde waren, waaronder zijzelf.
De USS Howard en de USS Vella Gulf achtervolgden de Faina en naderden tot op enkele honderden meters om te voorkomen dat de piraten de lading konden lossen. Vanaf 3 oktober is de Faina omsingeld door zes Amerikaanse oorlogsschepen, terwijl de Russische Neustrashimy onderweg is, hoewel werd gezegd dat de Neustrashimy was aangekomen in Somalische wateren.
Amerikaanse helikopters en onbekende vliegtuigen vliegen ook over de Faina. Amerikaanse en andere oorlogsschepen houden de Faina vast in een haven aan de Somalische oostkust. De piraten proberen daar bij het dorpje Hinbarwaqo de kleinere wapens te lossen, ondanks waarschuwingen van de oorlogsschepen voor de kust.
Drie van de piraten zouden zijn gedood tijdens een onderling vuurgevecht. Dit werd echter ontkend door de piraten die beweerden het Suikerfeest te vieren.

### Internationale reacties
Rusland, Somalië, Oekraïne, het Verenigd Koninkrijk en de Verenigde Staten werken samen in een poging om het schip terug te krijgen. Kenia heeft gezegd te weigeren samen te werken met de piraten.
Puntlands minister van visserij Ahmed Said Aw-nur is voorstander van het bestormen van de Faina door Europese of Amerikaanse commando's. Op 1 oktober zei Mohammed Jammer Ali, de Somalische minister van buitenlandse zaken dat de internationale gemeenschap toestemming heeft om de piraten te bevechten. De Somalische opstandelingengroep Al-Shabaab adviseerde de piraten om het schip in brand te steken, dan wel tot zinken te brengen indien het losgeld niet betaald wordt.

### Bevrijding
Op 5 februari 2009 werd het schip vrijgegeven na vijf maanden te zijn gegijzeld. De onbekende eigenaren van het schip hadden de dag ervoor een losgeld van USD 3.200.000 betaald. Het schip arriveerde in de haven van Mombassa op 12 februari 2009, waar de lading werd gelost. De bemanning bleek in goede gezondheid te verkeren. Het lichaam van de kapitein werd overgebracht naar een plaatselijk mortuarium, in afwachting van overbrenging naar Rusland.

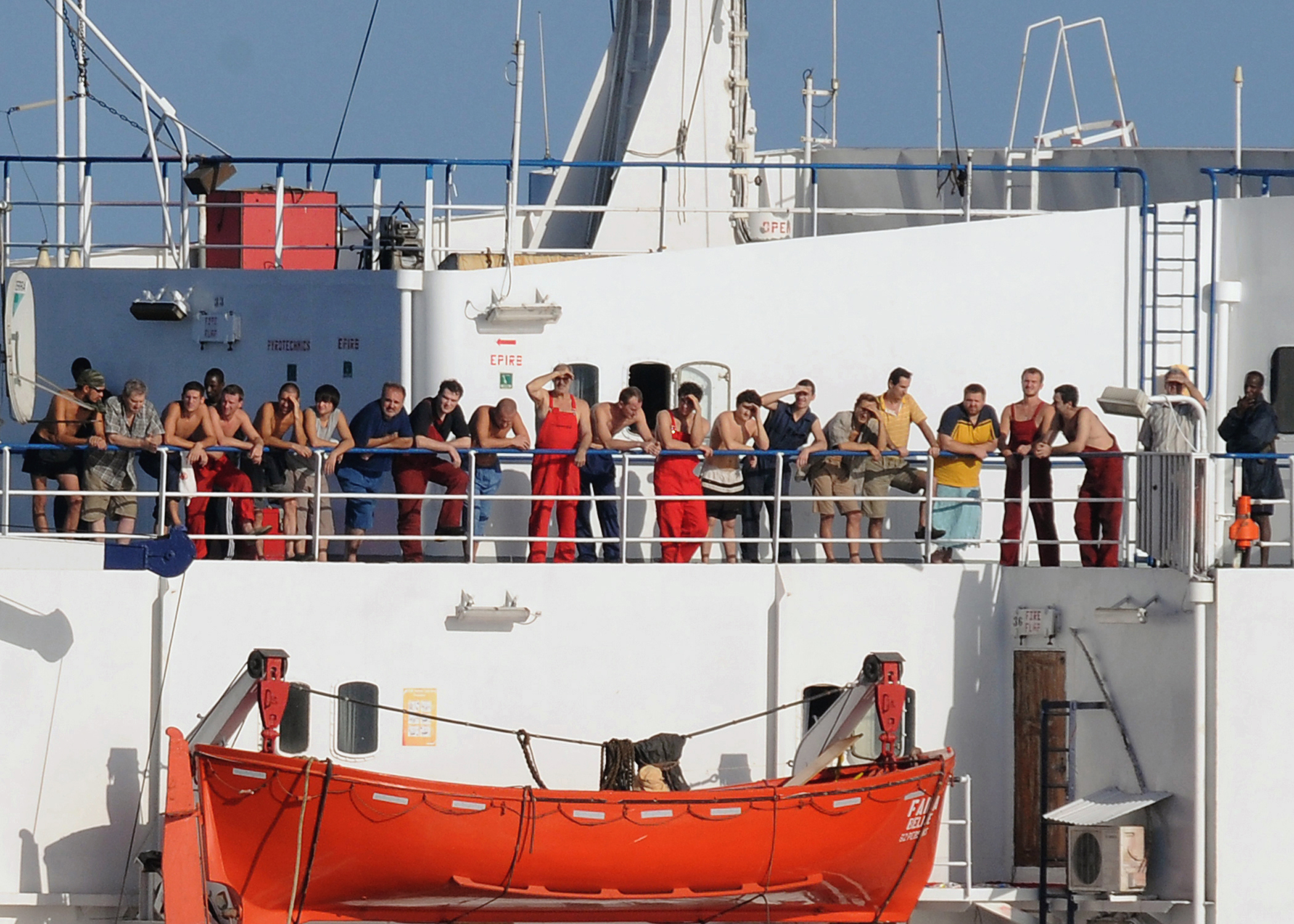
De bemanning van de Faina aan dek op verzoek van de Amerikaanse marine om hun welzijn te kunnen beoordelen
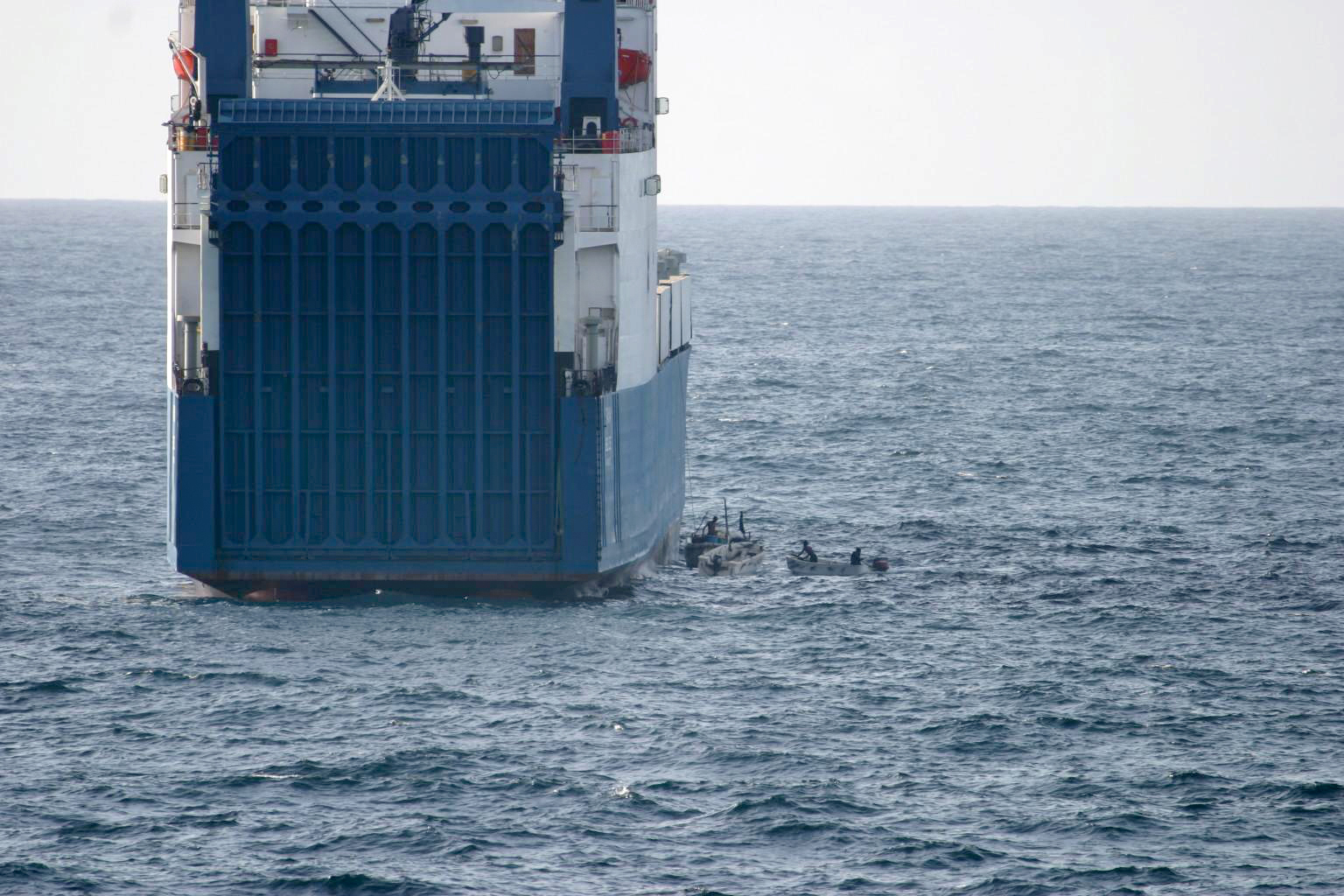
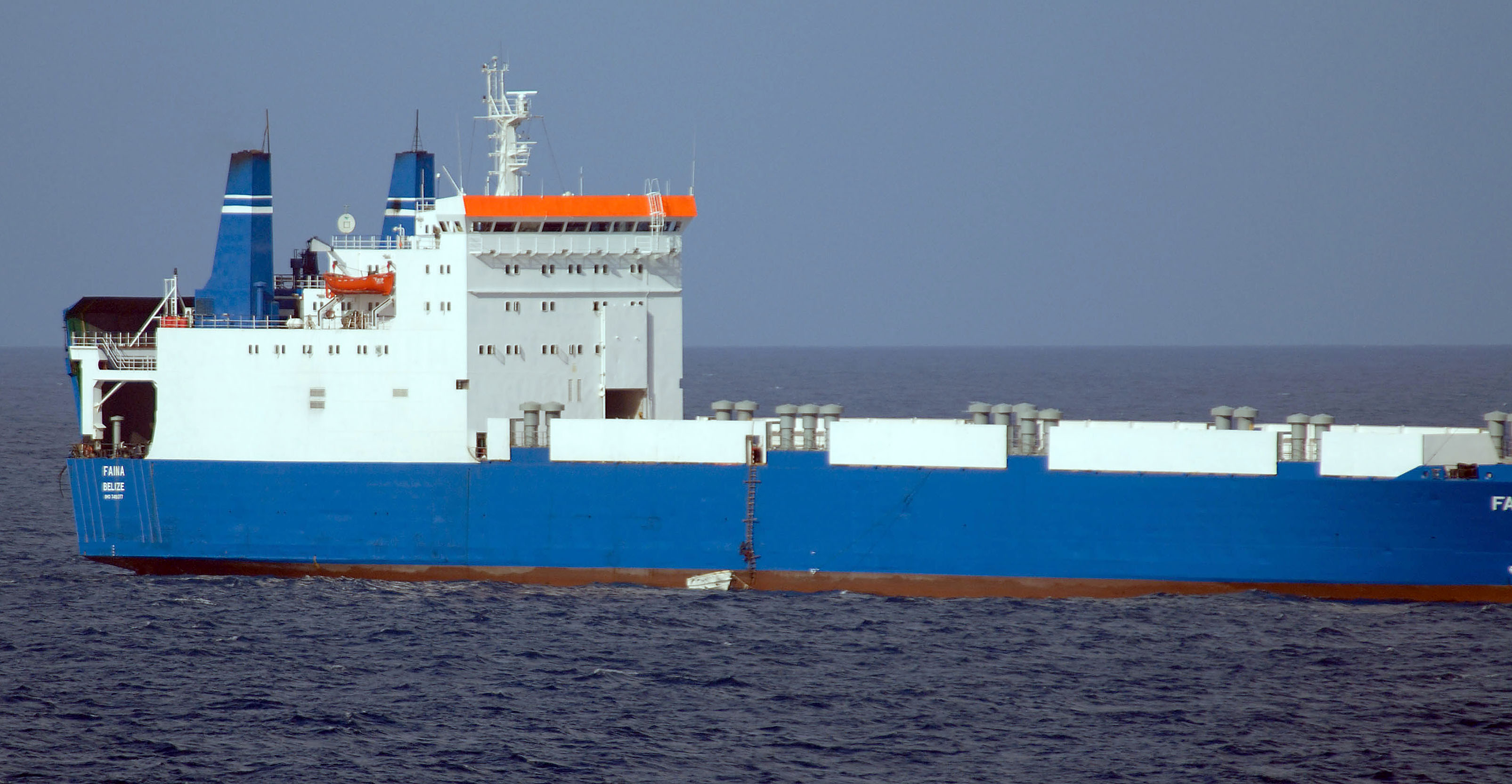
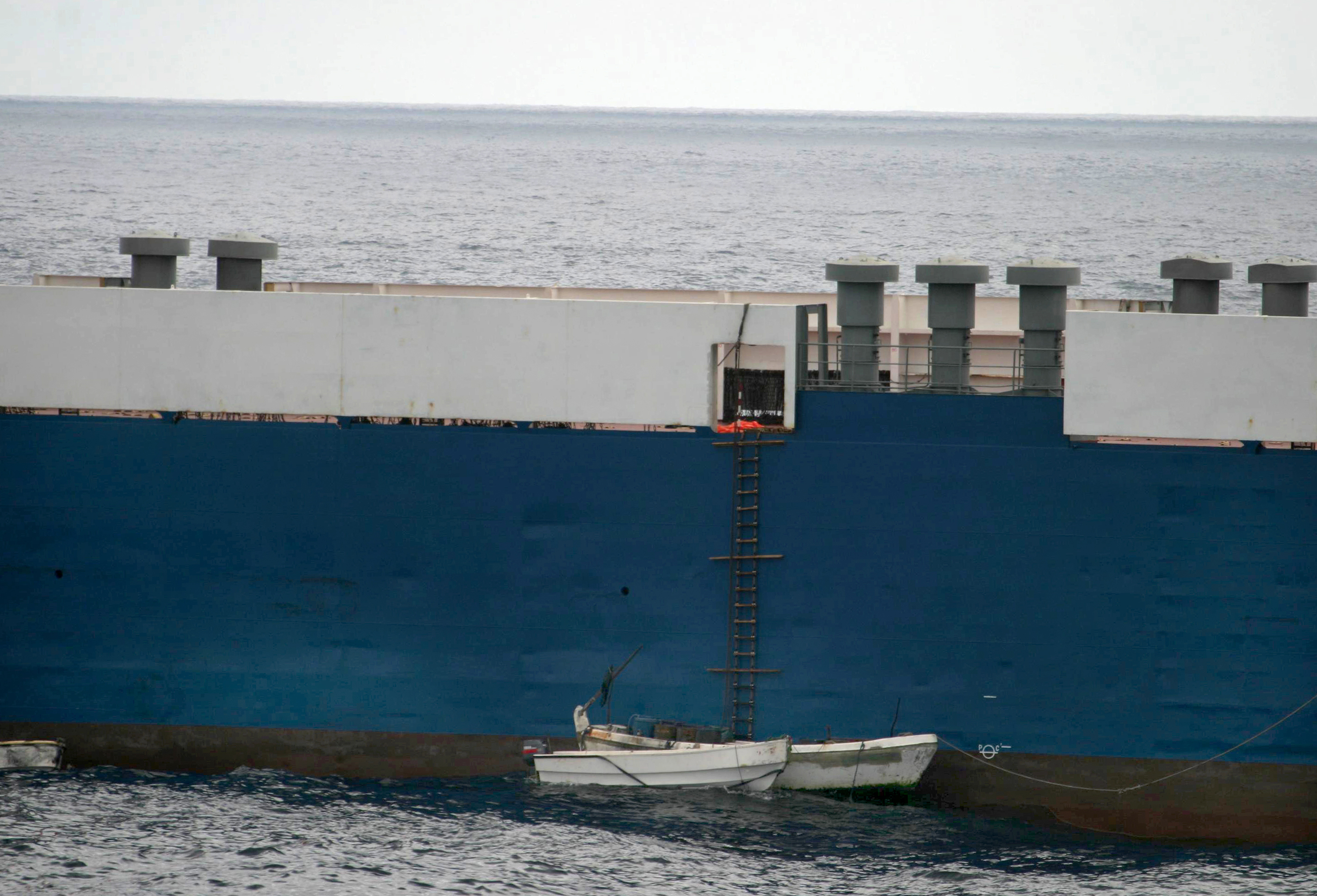